# Regeringen Deuntzer
Regeringen Deuntzer var Danmarks regering 24. juli 1901 – 14. januar 1905.
Den bestod af følgende ministre:
- Konseilspræsident og Udenrigsminister: J.H. Deuntzer
- Finansminister: Christopher F. Hage
- Indenrigsminister: Enevold Sørensen
- Justitsminister: P.A. Alberti – tillige Minister for Island til 31. januar 1904
- Minister for Kirke- og Undervisningsvæsenet: J.C. Christensen
- Krigsminister: V.H.O. Madsen
- Marineminister: F.H. Jøhnke
- Minister for offentlige arbejder:

Viggo Hørup til 15. februar 1902, derefter
Christopher F. Hage
- Landbrugsminister: Ole Hansen
- Minister for Island: Hannes Th. Hafstein fra 31. januar 1904